# Enchantress
Enchantress (Amora) is een fictieve superschurk uit de Marvel Comics en werd bedacht door Stan Lee. Ze verscheen voor het eerst in Journey into Mystery #103.
Hymke de Vries is de Nederlandse stemactrice van Enchantress.

## Geschiedenis
Amora werd geboren in Asgard. Op jonge leeftijd ging ze in de leer bij Karnilla, koningin der Nornen. Ze raakte zeer bedreven in asgardiaanse magie, maar door haar houding zond Karnilla haar heen.

## Biografie
Amora bleef een opportuniste. Door verleiding van andere tovenaars en magiërs groeide ze echter uit tot meester-magiër. Amora ging altijd voor eigen doeleinden. Zo hield Enchantress de ziel van Brunnhilda de Valkyrie eeuwenlang uit wraak gevangen, en deze werd recentelijk pas bevrijd.
Ze wist Skurge the Executioner door verleiding tijdenlang aan haar te binden. Samen bevochten ze Thor. Ze sloot zich bijvoorbeeld aan bij de eerste Masters of Evil om wraak op Thor te krijgen. Ze is verder mede verantwoordelijk voor het ontstaan van Wonderman.

## Verbannen en verlaten
Door haar constante gekonkel, verbande Odin haar van Asgard. In het gevecht met Surtur schoten zij en de Beul uiteindelijk zeer beslissend te hulp. De Beul, altijd verliefd op haar geweest, was echter ook de koele houding van de Enchantress zat, en offerde zich op tijdens een missie met Thor naar de Hel.

## Krachten en vaardigheden
Amora is een meester-magiër in Asgaardiaanse en transdimensionale magie. Verder is zij net zoals haar zus, Lorelei, zeer aanlokkelijk. In combinatie met haar magie was ze simpelweg onweerstaanbaar.